# Petar VII. Ugrin
Petar (VII.) Ugrin (?, 1. pol. 12. st. - ?, o. 1191.), mađarski svećenik, splitski nadbiskup (1185. – 1187.) i metropolit i kaločki nadbiskup (1188. – 1191.). Sin Hitilenov, podrijetlom iz plemićke obitelji.
Godine 1185. sazvao je u Splitu opći crkveni sabor cijele nadbiskupije, na kojem su se točno odredile granice pojedinih biskupija, a ujedno je osnovana krbavska biskupija, kao sugragan splitske nadbiskupije.